# Pasłęk
Pasłęk é um município da Polônia, na voivodia da Vármia-Masúria e no condado de Elbląg. Estende-se por uma área de 10,63 km², com 12 298 habitantes, segundo os censos de 2017, com uma densidade de 1156,9 hab/km².